# Мови поліфункційні мононаціональні
Поліфункційні мононаціональні мови — це мови, які в межах своєї держави є повноетнічними повнотериторіальними, а за її межами використовується як засіб спілкування, залишаючись рідною лише для однієї нації. Наприклад, російська мова. Поліфункційні мононаціональні мови, яких є понад 60, виконують функцію міжнаціонального спілкування. До них належать мови суахілі, хауса (Африка), турецька, гінді, китайська (Азія), арабська (Азія й Африка). Одним з результатів функціонування мононаціональних мов за межами території своєї держави є розвиток білінгвізму.